# William Thompson (boxe anglaise)
Pour les articles homonymes, voir Thompson et William Thompson.
William Thompson, connu aussi sous le nom de Bendigo Thompson, est un boxeur anglais combattant à mains nues né le 18 octobre 1811 à Nottingham et mort le 23 août 1880 à Beeston.

## Carrière
Dernier d'une famille de 21 enfants, il entame sa carrière en 1832 par une victoire face à Joe Hanley et affronte pour la première fois en 1835 Ben Caunt qu'il bat sur blessure. Thompson gagne ses 3 combats suivants puis retrouve Caunt pour une revanche qu'il remporte au 75e round. Le 12 février 1839, Bendigo est opposé au champion d'Angleterre James Burke qui sera disqualifié au 10e pour un choc de têtes intentionnel.
Resté près de 6 ans hors des rings à la suite d'une grave blessure à un genou, il combat une 3e fois le 9 septembre 1845 Ben Caunt pour le même résultat : une victoire (au 93e round). Il met un terme définitif à sa carrière en 1850 sur un dernier succès aux dépens de Tom Paddock.

## Distinction
- William Thompson est membre de l'International Boxing Hall of Fame depuis 1991[1].

## Liens externes

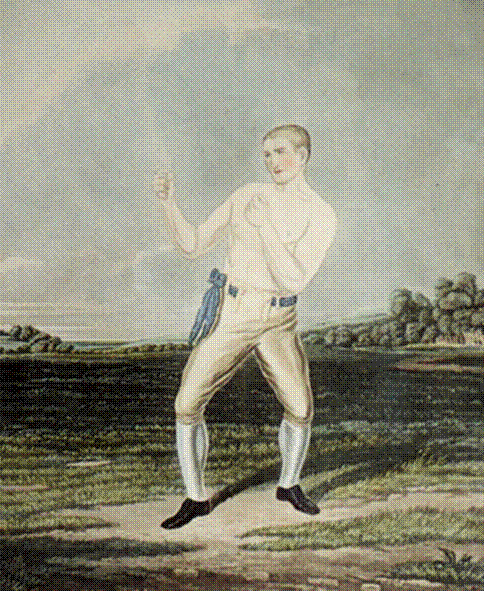
Thompson en 1846